# فیننبورگ
شهر فیننبورگ (به آلمانی: Vienenburg) در ناحیه گوسلار واقع در ایالت نیدرزاکسن در کشور آلمان است که با شهر فورس در کشور اسکاتلند خواهرخواندگی دارد.

## جغرافیا
این شهر در شمال رشته کوه هارتز و شرق جنگل هارلی در رودخانه اوکر و در نزدیکی تلاقی آن با راداو، در حدود 10 کیلومتری (6.2 مایل) شمال شرقی مرکز شهر گوسلار واقع شده است. شهرداری های همسایه عبارتند از باد هارتسبورگ در جنوب و شلادن-ورلا در شمال.
شهرستان سابق شامل خود فیننبورگ و روستاهای اطراف ایمنروده، لنگده، ودینگن، لاختوم و ویدلا بود که همگی در سال 1972 ثبت شدند. این شهر که در یک منطقه عمدتاً کشاورزی قرار دارد، به دلیل پنیر هارزر معروف است، اگرچه تولید آن در سال 2004 به زاکسن منتقل شد.

## تاریخچه
تپه هارلیبرگ (256 متر/840 فوت) در شمال شهر، محل قلعه‌ای بود که در سال 1203 توسط دوک ولف، اتو چهارم آلمان، ساخته شد تا مسیر تجاری به گوسلار را تهدید کند، زیرا شهروندان آن از رقیب هوهنشتاوفن او، دوک فیلیپ سوابی حمایت می‌کردند. پس از مرگ اتو در سال 1218، قلعه به مالکیت دوک‌های ولف برونزویک-لونبورگ در آمد و خاری در چشم اسقف‌های هیلدشیم تبدیل شد، در حالی که پادگان‌های قلعه به دلیل سرقت دائمی از بازرگانان دور زدن بدنام بودند. بنابراین، شاهزاده اسقف زیگفرید دوم هیلدسهایم علیه دوک هنری اول برانزویک اعلام جنگ کرد و در سال 1291 قلعه را گرفت و آن را تخریب کرد. برخی از خندق ها هنوز هم امروزه قابل مشاهده هستند. یک برج رصد مدرن در نزدیکی آن قرار دارد.
نام قلعه دوم در بالای دو وین برای اولین بار در یک سند سال 1306 ذکر شد. این قلعه توسط کنت های ورنیگروده ساخته شد، سپس به دستور شاهزاده-اسقف های هیلدسهایم، که آن را در سال 1367 خریداری کردند. در طول جنگ سی ساله، توسط نیروهای امپراتوری آلبرشت فون والنشتاین در سال 1626 فتح شد. این املاک در سال 1647 به اسقف اعظم هیلدسهایم بازگردانده شد.
سکونتگاه مجاور تا زمان میانجیگری آلمان در سال 1803 بخشی از سرزمین های اسقفی باقی ماند و در سال 1814 به پادشاهی تازه تأسیس هانوفر افتاد. ویننبورگ در سال 1935 امتیازات شهر را دریافت کرد. از سال 1866 بخشی از استان هانوفر در پروس بود و در ایالت آزاد ادغام شد. 

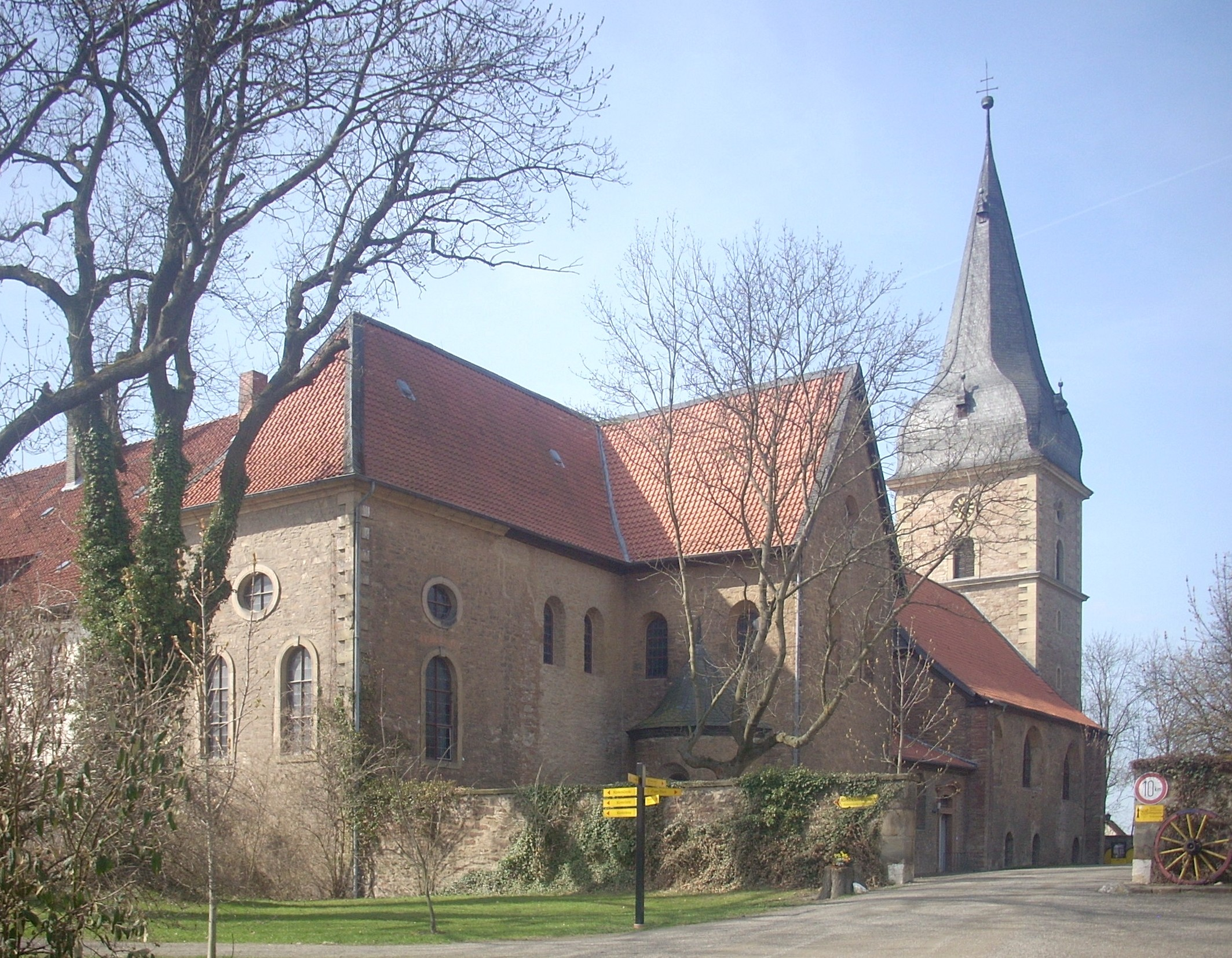
صومعه ولتینگرود

### صومعه ولتینگرود
در سال 1174 کنت‌های ولدنبرگ یک صومعه بندیکتین را در مقر اجدادی خود در غرب ویننبورگ تأسیس کردند که چند سال بعد به صومعه‌ای تبدیل شد که توسط امپراتور فردریک بارباروسا در سال 1188 و توسط پاپ هونوریوس سوم در سال 1216 تأیید شد. صومعه وابسته به اسقف هیلدسهایم چندین صومعه زیرمجموعه ایجاد کرد و مجموعه ای از نسخه های خطی قابل توجه را به جا گذاشت که اکنون در کتابخانه هرتزوگ آگوست در ولفنبوتل نگهداری می شوند.
در سال 1523، شاهزاده اسقف هیلدسهایم مجبور شد ورنیگروده را به دوک هنری کوچکتر برانزویک-ولفنبوتل در نتیجه خصومت بزرگ اسقف‌نشینی واگذار کند. پسر هنری دوک جولیوس در سال 1568 پروتستان شد و در نتیجه این صومعه به یک صومعه لوتری تبدیل شد.
در طول جنگ سی ساله، شاهزاده-اسقف هیلدسهایم فردیناند بایرن، با حمایت اتحادیه کاتولیک و بستگان ویتلزباخ، از این فرصت استفاده کرد تا سرزمین های از دست رفته را به دست آورد. با فرمان استرداد ۱۶۲۹ که توسط امپراتور فرناندوی دوم، پادشاه آراگون صادر شد، او راهبه‌ها را اخراج کرد و صومعه را تحت حکومت یسوعیان قرار داد. با این وجود، در سال ۱۶۳۳، قوانین کاتولیک دوباره مجبور شدند از ارتش سوئدی و ولتینگرود که در حال نزدیک شدن بود، فرار کنند. اگرچه صومعه سرانجام در سال 1643 به اسقف اعظم هیلدسهایم بازگشت، اما تا سکولاریزاسیون در سال 1803، لوتری باقی ماند.
امروزه ورنیگروده به‌خاطر کلیسای صومعه‌اش شناخته می‌شود، یک کلیسای رومی متعلق به اواخر قرن دوازدهم با یک صومعه متصل و یک سرداب، که برای ذخیره‌سازی غلات که از سال 1682 در اینجا تقطیر شده است، استفاده می‌شود.

## سیاست
کرسی‌های آخرین مجلس شهرداری تا انتخابات 2011:
- حزب سوسیال دموکرات آلمان (SPD): 10 (38.92%)
- اتحادیه دموکرات مسیحی (CDU): 8 (29.98%)
- شهروندان برای ویننبورگ (رای دهندگان آزاد): 5 (17.51%)
- رای دهندگان جایگزین سبز (GAW): 2 (8.69%)
- حزب ملی دمکراتیک آلمان (NPD): 1 (3.00%)

در دسامبر 2012، مجمع به ادغام با گوسلار رأی داد.

## حمل و نقل
ایستگاه راه‌آهن ویننبورگ، در سال 1840 در راه‌آهن برانزویک-باد هارتزبورگ در راه‌آهن دولتی دوک‌نشین برانزویک افتتاح شد، قدیمی‌ترین ایستگاه راه‌آهن در آلمان و یک ایستگاه راه‌آهن منطقه‌ای است. از ویننبورگ، خطوط راه‌آهن در چهار جهت حرکت می‌کنند: شمال به برانسویک، جنوب شرقی به هالبرشتات-هاله، از جنوب به باد هارتزبورگ و جنوب غربی به اوکر-گوسلار.
خط کالاهای قدیمی به لانگلسهایم قربانی تجزیه آلمان شد و هرگز دوباره فعال نشد.
ویننبورگ در بزرگراه های فدرال B 82 (پیوند به A 7 هانوفر/کاسل) و 241 (گوسلار) و همچنین B 82 (پیوند به A 2؛ برانزویک، برلین/دورتموند) و B 6/B 6n قرار دارد. 

## افراد برجسته
- فردریک رسه (1791–1871)، اسقف دیترویت
- کریستف گودرمن (۱۷۹۸–۱۸۵۲)، ریاضیدان
- ورنر ویلیکنز (1893–1961)، سیاستمدار نازی
- فریتز دیکه (۱۹۱۳–۱۹۷۳)، بازیکن فوتبال
- فورس، اسکاتلند، بریتانیا